# Kenny Rogers
Kenneth Donald "Kenny" Rogers (n. 21 august 1938, Houston, Texas, SUA – d. 20 martie 2020, Sandy Springs, Georgia, SUA) a fost un cantautor și producător de muzică din Statele Unite ale Americii. A fost membru al cunoscutei Country Music Hall of Fame. 
Deși Kenny Rogers este mai ales cunoscut diferitelor audiențe iubitoare de muzică country, de-a lungul timpului, artistul a fost prezent în varii clasamente, având succes în diferite genuri muzicale, „punctând” cu 120 de melodii de succes, fiind prezent în clasamente de muzică country și pop timp de peste 200 de săptămâni individuale (doar în Statele Unite) și vânzând peste 100 de milioane de înregistrări în întreaga lume, performanță care l-a situat pe un loc foarte onorant pe lista celor mai bine vânduți muzicieni ai tuturor timpurilor. 

## Viață personală
Kenneth Donald Rogers s-a născut în Houston, Texas, la data de 21 august 1938, ca cel de-al patrulea din cei opt copii  ai lui Lucille Lois (născută Hester; 1910 - 1991), de meserie soră medicală,  și a lui Edward Floyd Rogers (1904 - 1975), de meserie tâmplar. 

### Căsătorii
- Wanda Miller, 1 iunie 1997 – prezent, doi copii;
- Marianne Gordon, 1 octombrie 1977 – 1993, divorțat, un copil;
- Margo Anderson, octombrie 1964 – 1976, divorțat, un copil;
- Jean Rogers, octombrie 1960 – 1963, divorțat;
- Janice Gordon, 15 mai 1958 – aprilie 1960, divorțat; un copil [17].

## Carieră

### Carieră timpurie
Cariera sa muzicală a început la mijlocul anilor 1950 când a cântat și a înregistrat melodii, în genul muzical cunoscut ca rockabilly, cu un grup numit The Scholars, având un oarecare succes cu o melodie întitulată "Poor Little Doggie." 

### După anii 1990

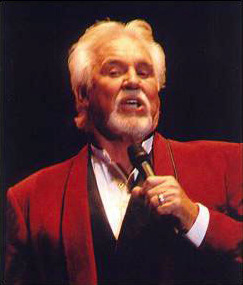
Kenny Rogers in 2004

## Fotograf
Kenny Rogers afirma că fotografia fusese singura sa obsesie, înainte de a se transforma în pasiune.  A publicat două volume de fotografii, America lui Kenny Rogers ( (în original, Kenny Rogers' America, 1986) și Prietenii voștri și ai mei (în original, Your Friends and Mine, 1987). 

## Discografie
- Discografia lui Kenny Rogers

## Filmografie
| An   | Titlu                                                       | Rol                      | Note                          |                              |
| ---- | ----------------------------------------------------------- | ------------------------ | ----------------------------- | ---------------------------- |
| 1973 | Saga of Sonora                                              | Balladeer                | TV movie                      |                              |
| 1975 | The Dream Makers                                            | Earl                     | TV movie                      |                              |
| 1980 | Kenny Rogers as The Gambler                                 | Brady Hawkes             | First "The Gambler" TV movie  |                              |
| 1981 | The Coward Of The County                                    | Uncle Matthew            | TV movie                      |                              |
| 1982 | Six Pack                                                    | Brewster Baker           |                               |                              |
| 1983 | Kenny Rogers as The Gambler: The Adventure Continues        | Brady Hawkes             | Second "The Gambler" TV movie |                              |
| 1985 | Wild Horses                                                 | Matt Cooper              | TV movie                      |                              |
| 1987 | Kenny Rogers as The Gambler, Part III: The Legend Continues | Brady Hawkes             | Third "The Gambler" TV movie  |                              |
| 1990 | Christmas in America                                        | Frank Morgan             | TV movie                      |                              |
| 1991 | The Gambler Returns: The Luck of the Draw                   | Brady Hawkes             | Fourth "The Gambler" TV movie |                              |
| 1993 | Rio Diablo                                                  | Quentin Leech            | TV movie                      |                              |
| 1994 | MacShayne: Winner Takes All                                 | John J. 'Jack' MacShayne | TV movie                      |                              |
| 1994 | MacShayne: The Final Roll of the Dice                       | John J. 'Jack' MacShayne | Brady Hawkes                  | Fifth "The Gambler" TV movie |

## Premii și onoruri
| An   | Premiu                                         | Categorie                                                                                 |
| ---- | ---------------------------------------------- | ----------------------------------------------------------------------------------------- |
| 2013 | Country Music Association Awards               | Willie Nelson Lifetime Achievement Award Arhivat în 2 februarie 2014, la Wayback Machine. |
| 2013 | Country Music Hall of Fame                     | Inducted into the Country Music Hall of Fame                                              |
| 2010 | American Eagle Award                           | American Eagle Award                                                                      |
| 2009 | ACM Honors                                     | Cliffie Stone Pioneer Award (w/ Jerry Reed, Randy Travis, Hank Williams Jr.)              |
| 2007 | ASCAP Golden Note Award                        | ASCAP Golden Note Award                                                                   |
| 2007 | CMT Music Awards                               | Album of the Year — Water & Bridges                                                       |
| 2005 | CMT Music Awards                               | Favorite All Time Country Duet — "Islands In the Stream" (w/ Dolly Parton)                |
| 2004 | CMT's 100 Greatest Cheating Songs              | "Ruby Don't Take Your Love to Town" — No. 6                                               |
| 2003 | International Entertainment Buyers Association | Lifetime Achievement Award                                                                |
| 2003 | CMT's 100 Greatest Country Songs               | "The Gambler" — No. 26                                                                    |
| 2002 | CMT's 40 Greatest Men of Country Music         | Ranking — No. 19                                                                          |
| 2000 | TNN Music Awards                               | Career Achievement Award                                                                  |
| 1999 | BBC's Greatest Country Singer                  | Ranking — No. 2                                                                           |
| 1988 | Grammy Awards                                  | Best Duo Country Vocal Performance — "Make No Mistake She's Mine" (w/ Ronnie Milsap)      |
| 1986 | USA Today                                      | Favorite Singer of All Time                                                               |
| 1985 | American Music Awards                          | Favorite Country Album — Eyes That See In the Dark                                        |
| 1985 | American Music Awards                          | Favorite Male Country Artist                                                              |
| 1983 | Academy of Country Music Awards                | Single of the Year — "Islands In the Stream" (w/ Dolly Parton)                            |
| 1983 | Academy of Country Music Awards                | Top Vocal Duet — (w/ Dolly Parton)                                                        |
| 1983 | American Music Awards                          | Favorite Pop/Rock Country Artist                                                          |
| 1983 | American Music Awards                          | Favorite Country Single — "Love Will Turn You Around"                                     |
| 1983 | ASAP Awards                                    | Favorite Single — "Islands In the Stream" (w/ Dolly Parton)                               |
| 1982 | American Music Awards                          | Favorite Country Album — Greatest Hits                                                    |
| 1981 | American Music Awards                          | Favorite Pop/Rock Male Artist                                                             |
| 1981 | American Music Awards                          | Favorite Country Album — The Gambler                                                      |
| 1981 | American Music Awards                          | Favorite Country Single — "Coward of the County"                                          |
| 1980 | American Music Awards                          | Favorite Male Country Artist                                                              |
| 1980 | American Music Awards                          | Favorite Country Album — The Gambler                                                      |
| 1980 | Music City News Country                        | Single of the Year                                                                        |
| 1979 | American Music Awards                          | Favorite Male Country Artist                                                              |
| 1979 | American Music Awards                          | Favorite Country Album — 10 Years of Gold                                                 |
| 1979 | Country Music Association Awards               | Male Vocalist of the Year                                                                 |
| 1979 | Country Music Association Awards               | Vocal Duo of the Year — (w/ Dottie West)                                                  |
| 1979 | Country Music Association Awards               | Album of the Year — The Gambler                                                           |
| 1979 | Music City News Country                        | Male Artist of the Year                                                                   |
| 1979 | Music City News Country                        | Single of the Year — "The Gambler"                                                        |
| 1979 | Grammy Awards                                  | Best Male Country Vocal Performance — "The Gambler"                                       |
| 1978 | American Music Awards                          | Favorite Single — "Lucille"                                                               |
| 1978 | Country Music Association Awards               | Vocal Duo of the Year — (w/ Dottie West)                                                  |
| 1978 | Academy of Country Music Awards                | Entertainer of the Year                                                                   |
| 1978 | Academy of Country Music Awards                | Top Male Vocalist                                                                         |
| 1977 | Country Music Association Awards               | Single of the Year — "Lucille"                                                            |
| 1977 | Academy of Country Music Awards                | Top Male Vocalist                                                                         |
| 1977 | Academy of Country Music Awards                | Single of the Year — "Lucille"                                                            |
| 1977 | Academy of Country Music Awards                | Song of the Year — "Lucille"                                                              |
| 1977 | Grammy Awards                                  | Best Male Country Vocal Performance — "Lucille"                                           |

## Case de discuri
Lista de mai jos cuprinde a serie de case de discuri cu care Kenny Rogers a colaborat.
- Cue (1957)
- Carlton (1958)
- KenLee
- Columbia
- Reprise (1967)
- Jolly Rogers (1973)
- United Artists (1975)
- Liberty (1980)
- RCA Nashville (1983)
- Reprise (1989)
- Giant (1993)
- Atlantic (1994)
- onQ Music (1996)
- Magnatone (1996)
- Dreamcatcher (1998)
- Capitol Nashville (2004)

## Alte articole
- Brady Hawkes